# My pride,your pride/Step by step
『My pride,your pride/Step by step』（マイ・プライド,ユア・プライド/ステップ・バイ・ステップ）は、スターダストレビュー40枚目のシングル。2003年3月26日に発売された。

## 収録曲
全曲 作詞・作曲：根本要 編曲：石川鉄男
1. My pride,your pride
2. Step by step
3. Step by step（Instrumental）